# Adriano Barbano
Adriano Barbano (Castri di Lecce, 23 gennaio 1926 – Lecce, 16 dicembre 1985) è stato un regista italiano.

## Biografia
Nacque a Castri di Lecce il 23 gennaio 1926. Frequentò giovanissimo l'Accademia nazionale d'arte drammatica a Roma, diretta da Pietro Sharoff. Nel 1951 girò Il paese degli olivi, il suo primo documentario. Nel 1965 debuttò come regista con Il Tramontana, vincendo il Premio Qualità del Ministero del Turismo e dello Spettacolo e il Laceno d'Oro al festival internazionale del cinema di Salerno.
Nel 1974 Adriano Barbano fondò TeleLecceBarbano, la prima emittente televisiva privata del Salento e si impegnò in produzioni in 16 millimetri: Appuntamento alla scuola di danza (1975), Il quadro della notte (1975), Otranto 1480 (1980) con il quale vinse il premio Rocca d'oro per il miglior film realizzato da un'emittente privata. Nel 1979 avviò il festival della canzone leccese che riprese con la sua emittente.
Morì a Lecce il 16 dicembre 1985.

## Filmografia
- Il Paese degli olivi - documentario (1951)
- Il Tramontana (1965)